# ゲント大学
ゲント大学（英語: Ghent University、公用語表記: Universiteit Gent及びUniversité de Gand）は、ヘントに本部を置くベルギーの公立大学。1817年創立、1817年大学設置。大学の略称はUGent。
もとは国立ヘント大学（Rijksuniversiteit Gent, RUG）と称していたが、1991年に現在の名称に変更された。

## 概要

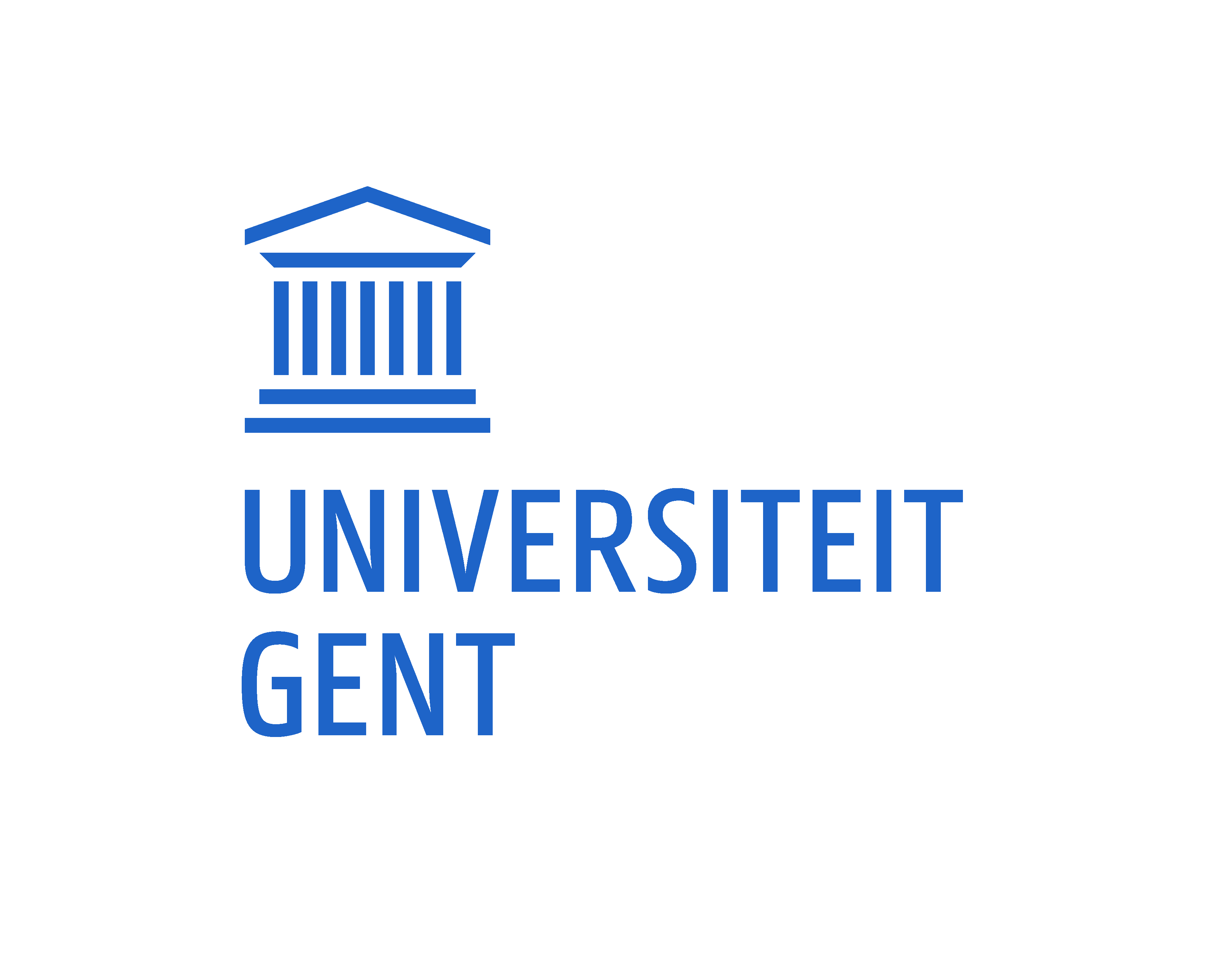
オランダ語のロゴ

1817年に創立された。ベルギー建国以前からある大学であり、ルーヴェン・カトリック大学と同様にベルギー内で最高水準の大学として知られている。学生数は32,000人。履修スケジュールはセメスター制である。授業は基本的にオランダ語で行われるが、留学生向けの授業の中には英語で行われるものもある。

## 学部
2004年時点では11学部
- Faculteit letteren en wijsbegeerte（文学・哲学部）
- Faculteit recht en criminologie（法・犯罪学部）
- Faculteit wetenschappen　(科学部)
- Faculteit geneeskunde en gezondheidswetenschappen　(医学・健康科学部)
- Faculteit ingenieurswetenschappen en architectuur　(機械工学・建築学部)
- Faculteit economie en bedrijfskunde　(経済・経営学部)
- Faculteit diergeneeskunde　(獣医学部)
- Faculteit psychologie en pedagogische wetenschappen　(心理学・教育学部)
- Faculteit bio-ingenieurswetenschappen　(生物工学部)
- Faculteit farmaceutische wetenschappen　(薬学部)
- Faculteit politieke en sociale wetenschappen　(政治・社会学部)

## 関連施設
図書館
- en:Boekentoren（「本の塔」の意） - ゲント大学図書館（英語版）の一部

付属博物館
- nl:Museum voor de Geschiedenis van de Wetenschappen(科学史博物館)
- nl:Museum Morfologie(形態学博物館)

サイエンスパーク
- ズウェイナールデ・サイエンスパーク（英語版）

## 主な出身者
- ジャック・ロゲ 　-  国際オリンピック委員会(IOC)会長